# Maria di Grecia
Maria di Grecia, granduchessa di Russia per matrimonio con il nome di Maria Georgievna (Atene, 3 marzo 1876 – Atene, 14 dicembre 1940), fu la quinta figlia (seconda femmina) di Giorgio I di Grecia e della moglie Ol'ga Konstantinovna di Russia, e quindi membro del casato di Schleswig-Holstein-Sonderburg-Glücksburg.

## Biografia

### Infanzia
Nacque ad Atene come sorella minore del futuro re Costantino I di Grecia, dei principi Giorgio, Alessandra e Nicola, e sorella maggiore dei principi Andrea e Cristoforo, così come della principessa Olga, morta in tenera età. Era intima amica di sua cugina la granduchessa Ksenija Aleksandrovna di Russia; entrambe sposarono due granduchi russi, cosicché ebbero la possibilità di stare assieme in numerose occasioni.

### Matrimonio

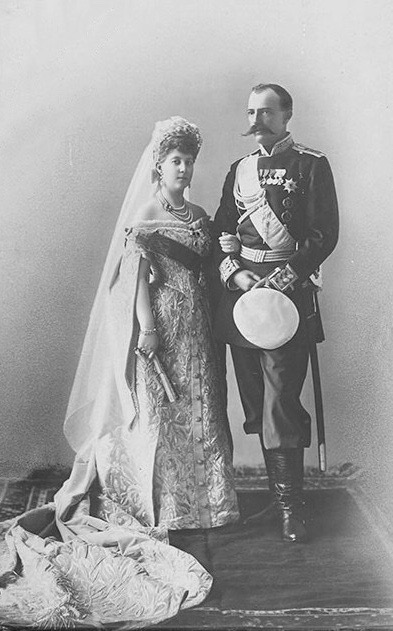
Maria di Grecia ed il granduca Georgij Michajlovič di Russia in una fotografia scattata nel 1900

Il 30 aprile 1900 Maria sposò a Corfù il granduca Georgij Michajlovič di Russia. Georgij, conosciuto in famiglia come Gogi, corteggiò tenacemente Maria, soprannominata a sua volta Minny greca (per distinguerla dall'imperatrice madre di Russia, Maria Feodorovna); ella si rifiutò però di acconsentire alle nozze a meno che non le venisse assicurato il suo posto nella linea di successione ai troni greco e danese. Chiarì subito che non era innamorata del suo corteggiatore quando lo sposò, ma il Granduca era fiducioso nel fatto che i suoi sentimenti sarebbero cresciuti con il tempo.
La coppia ebbe due figlie: Nina, nata il 7 giugno 1901, e Ksenija, nata il 9 agosto 1903; quando furono cresciute Maria colse l'opportunità di passare molto più tempo all'estero, ufficialmente per migliorare la salute delle figlie, ma in realtà per allontanarsi dal marito. Quando scoppiò la prima guerra mondiale ella si trovava in Gran Bretagna e non poté fare ritorno in Russia; in questo periodo si dedicò all'attività di patrocinare un ospedale militare.

### Vedovanza e morte
Rimase vedova il 30 gennaio 1919, quando il marito venne ucciso dai bolscevichi. Il 16 dicembre 1922 Maria si risposò a Wiesbaden con l'ammiraglio Pericles Ioannides. In seguito morì nella natia Atene durante la Campagna italiana di Grecia (28 ottobre 1940 – 6 aprile 1941)
La figlia Ksenija visse per molti anni a Long Island con la presunta cugina di secondo grado, Anna Anderson; quest'ultima affermava infatti di essere la granduchessa Anastasija Nikolaevna Romanova, figlia di Nicola II di Russia e di Aleksandra Fëdorovna.

## Ascendenza
|                                  |                    |                                | Genitori                                    |  |  | Nonni |  |  | Bisnonni                                                       |  |  | Trisnonni                                            |  |
|                                  |                    |                                |                                             |  |  |       |  |  | Federico Guglielmo di Schleswig-Holstein-Sonderburg-Glücksburg |  |  | Federico Carlo di Schleswig-Holstein-Sonderburg-Beck |  |
|                                  |                    |                                |                                             |  |  |       |  |  | Federico Guglielmo di Schleswig-Holstein-Sonderburg-Glücksburg |  |  | Federico Carlo di Schleswig-Holstein-Sonderburg-Beck |  |
|                                  |                    | Federica di Schlieben          |                                             |  |  |       |  |  | Federico Guglielmo di Schleswig-Holstein-Sonderburg-Glücksburg |  |  |                                                      |  |
| Cristiano IX di Danimarca        |                    |                                |                                             |  |  |       |  |  | Federico Guglielmo di Schleswig-Holstein-Sonderburg-Glücksburg |  |  |                                                      |  |
|                                  |                    | Luisa Carolina d'Assia-Kassel  | Carlo d'Assia-Kassel                        |  |  |       |  |  |                                                                |  |  |                                                      |  |
|                                  |                    | Luisa Carolina d'Assia-Kassel  | Carlo d'Assia-Kassel                        |  |  |       |  |  |                                                                |  |  |                                                      |  |
|                                  |                    | Luisa Carolina d'Assia-Kassel  | Luisa di Danimarca                          |  |  |       |  |  |                                                                |  |  |                                                      |  |
| Giorgio I di Grecia              |                    | Luisa Carolina d'Assia-Kassel  |                                             |  |  |       |  |  |                                                                |  |  |                                                      |  |
|                                  |                    | Guglielmo d'Assia-Kassel       | Federico d'Assia-Kassel                     |  |  |       |  |  |                                                                |  |  |                                                      |  |
|                                  |                    | Guglielmo d'Assia-Kassel       | Federico d'Assia-Kassel                     |  |  |       |  |  |                                                                |  |  |                                                      |  |
|                                  |                    | Guglielmo d'Assia-Kassel       | Carolina di Nassau-Usingen                  |  |  |       |  |  |                                                                |  |  |                                                      |  |
| Luisa d'Assia-Kassel             |                    | Guglielmo d'Assia-Kassel       |                                             |  |  |       |  |  |                                                                |  |  |                                                      |  |
|                                  |                    | Luisa Carlotta di Danimarca    | Cristiano VIII di Danimarca                 |  |  |       |  |  |                                                                |  |  |                                                      |  |
|                                  |                    | Luisa Carlotta di Danimarca    | Cristiano VIII di Danimarca                 |  |  |       |  |  |                                                                |  |  |                                                      |  |
|                                  |                    | Luisa Carlotta di Danimarca    | Carlotta Federica di Meclemburgo-Schwerin   |  |  |       |  |  |                                                                |  |  |                                                      |  |
| Maria di Grecia                  |                    | Luisa Carlotta di Danimarca    |                                             |  |  |       |  |  |                                                                |  |  |                                                      |  |
|                                  | Nicola I di Russia | Paolo I di Russia              |                                             |  |  |       |  |  |                                                                |  |  |                                                      |  |
|                                  | Nicola I di Russia | Paolo I di Russia              |                                             |  |  |       |  |  |                                                                |  |  |                                                      |  |
|                                  | Nicola I di Russia | Sofia Dorotea di Württemberg   |                                             |  |  |       |  |  |                                                                |  |  |                                                      |  |
| Konstantin Nikolaevič Romanov    | Nicola I di Russia |                                |                                             |  |  |       |  |  |                                                                |  |  |                                                      |  |
|                                  |                    | Carlotta di Prussia            | Federico Guglielmo III di Prussia           |  |  |       |  |  |                                                                |  |  |                                                      |  |
|                                  |                    | Carlotta di Prussia            | Federico Guglielmo III di Prussia           |  |  |       |  |  |                                                                |  |  |                                                      |  |
|                                  |                    | Carlotta di Prussia            | Luisa di Meclemburgo-Strelitz               |  |  |       |  |  |                                                                |  |  |                                                      |  |
| Ol'ga Konstantinovna Romanova    |                    | Carlotta di Prussia            |                                             |  |  |       |  |  |                                                                |  |  |                                                      |  |
|                                  |                    | Giuseppe di Sassonia-Altenburg | Federico di Sassonia-Hildburghausen         |  |  |       |  |  |                                                                |  |  |                                                      |  |
|                                  |                    | Giuseppe di Sassonia-Altenburg | Federico di Sassonia-Hildburghausen         |  |  |       |  |  |                                                                |  |  |                                                      |  |
|                                  |                    | Giuseppe di Sassonia-Altenburg | Carlotta Georgina di Meclemburgo-Strelitz   |  |  |       |  |  |                                                                |  |  |                                                      |  |
| Alessandra di Sassonia-Altenburg |                    | Giuseppe di Sassonia-Altenburg |                                             |  |  |       |  |  |                                                                |  |  |                                                      |  |
|                                  |                    | Amalia di Württemberg          | Ludovico Federico Alessandro di Württemberg |  |  |       |  |  |                                                                |  |  |                                                      |  |
|                                  |                    | Amalia di Württemberg          | Ludovico Federico Alessandro di Württemberg |  |  |       |  |  |                                                                |  |  |                                                      |  |
|                                  |                    | Amalia di Württemberg          | Enrichetta di Nassau-Weilburg               |  |  |       |  |  |                                                                |  |  |                                                      |  |
|                                  |                    | Amalia di Württemberg          |                                             |  |  |       |  |  |                                                                |  |  |                                                      |  |

## Titoli e trattamento
- 3 marzo 1876 – 30 aprile 1900: Sua Altezza Reale, la principessa Maria di Grecia e Danimarca
- 30 aprile 1900 – 16 dicembre 1922: Sua Altezza Imperiale, la granduchessa Maria Georgievna di Russia
- 16 dicembre 1922 – 14 dicembre 1940: Sua Altezza Reale, la principessa Maria, signora Perikles Ioannidis